# Marie Joseph Louis Henri Noetinger
Marie Joseph Louis Henri Noetinger (20 juin 1890 à Marseille - 2 novembre 1951 à Nancy) est un général de division (Artillerie) de l'armée française, Commandeur de la Légion d'honneur.

## Biographie
Polytechnicien
En 1939-1940, chef d'Etat-Major de la 42e division à Metz 

Commande le 24e R.A à Toulouse, dans l'armée d'Armistice.
 
Commandant la subdivision de Toulouse en janvier 1942

Entre en rapport avec le général de Lattre, alors détenu, organise des services de renseignements, camoufle du matériel. 

Membre de l'ORA

Le général Bridoux le relève de ses fonctions en 1943

Missions à Barcelone et Madrid "pour améliorer le passage des évadés"

Arrêté le 25 juillet 1943 à Toulouse

Interné à Evaux-les-Bains (Creuse), s'évade le 8 juin 1944

Participe à la Libération de Toulouse
Rallie la brigade Alsace-Lorraine.

En février 1945, appelé au commandement de l'artillerie de la 5e D.B.
 
La conduit à travers le pays de Bade, le WUrtemberg et la Bavière jusqu'en Autriche.
 
Nommé par De Lattre chef de la subdivision du Haut-Rhin en janvier 1946.